# Reichsluftfahrtministerium
Říšské ministerstvo letectví (německy Reichsluftfahrtministerium), zkráceně RLM, bylo ministerstvo letectví v období nacistického Německa (1933–45). Je to i původní název budovy Detlev-Rohwedder-Haus na Wilhelmstraße v centru Berlína, kde dnes sídlí Spolkové ministerstvo financí (Bundesministerium der Finanzen).
Ministerstvo mělo na starosti vývoj a výrobu letadel, a to nejen pro německé válečné letectvo (Luftwaffe), ale i pro civilní letectví. Jak bývalo charakteristické pro ministerstva během nacistické éry, bylo ministerstvo řízeno osobnostmi a formální postupy byly často ignorovány ve prospěch rozmarů ministra – maršála Göringa. Výsledkem toho bylo, že první úspěchy ve vývoji letadel postupovaly jen pomalu a během druhé světové války nerovnoměrně.